# Jef Van Bilsen
 (novembre 2024).
Anton Arnold Jozef (Jef) van Bilsen, né le 13 juin 1913 à Diest et mort le 24 juillet 1996 à Kraainem, était un docteur en droit de Louvain, militant du Verdinaso et professeur à l’université de Gand. Il fit également partie de la branche congolaise de l’agence Belga et fut le Commissaire royal du Service de coopération au développement de 1965 à 1966. 
Il est surtout connu pour être l’auteur du “plan de trente ans pour l’émancipation de l’Afrique belge” qui demandait que l'élite congolaise soit préparée avant d'accéder à l'indépendance. Ce plan proposait trente ans pour cette préparation, mais le Manifeste de la conscience africaine de l'ABAKO y répondit par un contre-manifeste qui voulait l'annulation de ce plan et l'indépendance immédiate.

## Premières années: 1913 à 1940
Jef Van Bilsen est né en 1913 dans la ville de Diest dans le Limbourg, d’une famille catholique flamande. Il entra  à l’université de Louvain où il fit des études en droit, en histoire et en philosophie. C’est également là qu’il eut son premier engagement politique, dans le mouvement étudiant radical flamand. À la suite de cela, il passe rapidement à l’extrême droite avec l’union des national-solidaristes thiois, ou Verdinaso. C’est à cette occasion qu’il fait la rencontre de Joris Van Severen, fondateur et chef du mouvement en question. Cette expérience sera déterminante pour la suite de sa vie et pour sa carrière, de par ses relations et la vision du monde politique qu’il va se forger. Il est notamment convaincu du rôle primordial des élites politiques et culturelles pour l’émancipation des peuples.
Peu de temps avant la seconde guerre mondiale, une dispute éclate entre Joris Van Severen et Van Bilsen, en conséquence de quoi ce dernier sera exclu du mouvement. 

## Carrière

### 1940 - 1945
En ce contexte de seconde guerre mondiale, Jef Van Bilsen conservera son caractère de personnalité engagée et particulièrement active. Membre de la Résistance Léopoldiste puis de l’Armée secrète (1944), également officier de liaison pour l’armée américaine en Allemagne (1942), il se noue des contacts précieux et se fait une place auprès des élites politiques. Durant la guerre, il correspond notamment avec l’ancien ministre des colonies, August De Schryver.

### 1945 - 1954
À la sortie de la guerre, il tire profit de ses actions durant celle-ci et de ses nouvelles relations et devient rédacteur colonial de l’agence de presse Belga à Léopoldville (aujourd’hui Kinshasa) en 1946 où il rencontre, dès son arrivée, le gouverneur général de l’époque Pierre Ryckmans. Durant le temps où il occupe le poste, il conclut des accords de collaboration avec l’agence de presse sud-africaine (SAPA) ainsi que des revues rhodésiennes (dont notamment l’East Africa and Rhodesia) afin de disposer de la base d’information la plus complète possible. Ce poste l’amena à nouer beaucoup de contacts et rencontrer de nombreuses personnes influentes telles que listées dans son livre “Congo 1945 – 1965, La fin d’une colonie”. 
Trois ans plus tard, il accepte le poste de secrétaire flamand du centre Harmel, mis en place afin de rechercher une solution aux problèmes communautaires rencontrés par la Belgique. Parallèlement à cela, il assure encore la fonction de chef adjoint du cabinet de Pierre Harmel, ministre catholique de l’éducation publique, de 1950 à 1954.

### 1954 - 1960
Après la démission du gouvernement en 1954, et par la même occasion du ministre Harmel ainsi que de son cabinet, Van Bilsen put de nouveau se concentrer sur ses propres projets. Grâce à son sponsor, le baron Yves de Brouwer, il mit en place un centre d’études africaines qui fournissait chaque semaine un digest qui consistait en “une synthèse des événements politiques, économiques et sociaux survenus en Belgique et à l’étranger” aux hommes d’affaires. Cependant le baron était leur unique abonné et, après presque deux années d’activité, le projet cessa. Pendant ce temps Van Bilsen souhaita entreprendre un voyage d’étude en Afrique, que le baron finança également en échange de “rapports sur chaque pays visités”.  Il débuta son voyage dans la capitale économique actuelle de la Côte d’Ivoire, Abidjan et le poursuivi au Gold Coast (futur Ghana), au Congo, en Ouganda, au Kenya pour le finir au Soudan. Dans chaque pays visité, il s’attelait à rencontrer les membres du gouvernement afin de se faire une idée des “structures politiques et administratives” de ces pays et d’analyser “leurs perspectives de développement”. 
Ces années marquent la période de sa vie durant laquelle Jef Van Bilsen va être le plus proche du Congo sur le plan politique, et le plus impliqué dans la question de la décolonisation. C’est à ce moment qu’il publie, entre autres écrits sur l’indépendance envisagée du Congo, son demeuré célèbre “Plan de trente ans”, voir infra. Il est aussi très proche des élites politiques congolaises et de l’ABAKO.

### 1960-1970
Au lendemain de la décolonisation, Jef Van Bilsen maintient des liens forts avec le Congo et poursuit son engagement sur la scène internationale. À Harvard il travaille au Center for International Affairs qui, d’après ses mots, “était un institut de recherche où chacun travaillait librement à un projet distinct”. Robert Bowie dirigeait le centre, secondé par Henry Kissinger, diplomate américain, par les deux économistes Thomas Schelling et Edward Mason mais également Rupert Emerson qui se penchera plus spécialement sur la problématique de l’Afrique. Van Bilsen travaillait avec ce dernier ainsi qu’avec Carl Rosberg et Martin Kilson sur ce sujet. En plus de ses recherches, il est invité à maintes conférences et, au lieu de délaisser ses recherches pour devenir conférencier, il décida “d'être l’un et l’autre”. Le gouvernement belge insista cependant pour qu’il revienne au pays, ou il donna de nouvelles conférences.
Il fait partie du Département de la Coopération au développement (également connu sous le nom de l’Office de Coopération au Développement) dont il devient ensuite secrétaire général en 1962. L’objectif principal de l’OCD était d’apporter “une aide technique postcoloniale” au Congo, au Katanga, au Ruanda et au Burundi, les anciennes colonies belges. C’est en cette qualité qu’il prend contact avec l’Université de Gand qui sera mise en relation et coopérera alors avec l’Université rwandaise.
En 1965, Van Bilsen est Commissaire du Roi pour la Coopération au Développement. Il ne connaît cependant pas ses compétences précises et qualifie son rôle de “figuratif”, notamment afin d’instaurer un équilibre entre néerlandophones et francophones au sein du gouvernement. Lors du bref laps de temps ou il endossa cette fonction, il eut l’occasion s’entretenir avec le roi Baudoin sur la coopération au développement. Son rôle pris fin avec la chute du gouvernement Harmel en 1966 (qui ne dura que 6 mois). Durant le gouvernement Vanden Boeyants I (1966-1968), Van Bilsen fut le directeur du Cabinet de Pierre Harmel (1966-1968), tout en enseignant à mi-temps à l’Université de Gand.

### 1970-1996
Alors qu’il y travaillait déjà à mi-temps, Jef Van Bilsen enseigne à temps plein à l’Université de Gand à partir de 1970. Il travaille et enseigne principalement sur le Tiers Monde, il est d’ailleurs directeur du Département pour l’étude des problèmes du Tiers Monde à partir de 1974 et jusqu’en 1983. À cet égard, il se montre particulièrement progressiste et s’intéresse tant à l’aspect politique qu’administratif, ainsi que coopérationnel du sujet.
Jef Van Bilsen décède le 24 juillet 1996 à Kraainem.

## La décolonisation

### Plan de 30 ans
Ce n’est qu’en octobre 1954, lors du discours d’ouverture de l’Institut de formation sociale coloniale à Bruxelles, que Jef Van Bilsen put commencer à travailler plus concrètement sur l’Afrique. Devant un public composé, notamment, de personnes se préparant à travailler “comme assistants sociaux en Afrique”, il suggéra, prudemment selon ses mots, l’idée de progressivement inclure “des Noirs dans les cadres (...) de l’administration, de la justice et de l’armée coloniale”. En décembre 1955, la première publication concernant le plan fut publiée dans la revue De Gids op maatschappelijk gebied et elle fut traduite en 1956 en français.
En 1958, il publie son livre Vers l’indépendance du Congo et du Ruanda-Urundi qui vise à la défense de sa thèse. 

### Réactions et critiques du plan de 30 ans
La publication de son plan suscita des réactions tant du côté des Belges que des Congolais. Cette décolonisation avec des objectifs clairs était bien perçue du côté belge excepté pour la “nomenklatura coloniale” qui le recevait avec hostilité. Par nomenklatura coloniale Jef Van Bilsen désigne “le ministre des Colonies et son entourage, un nombre limité de parlementaires conservateurs dans tous les partis, le sommet de l’administration coloniale à Bruxelles, Léopoldville et Usumbura et (...) un grand nombre de figures dirigeantes des milieux d’affaires coloniaux”. En effet, le plan présentait une menace réelle pour ceux-ci qui risquaient ainsi de perdre leurs privilèges.
Du côté des congolais le plan suscite l’agitation qui conduit à la rédaction, en 1956 du désormais célèbre “Manifeste de Conscience Africaine” et qui est immédiatement suivie par la réaction du seul parti politique structuré de l’époque: l’ABAKO.
Enfin, un dernier type de critique résidait en le fait de constater simplement que ce texte qui a pourtant généré de si fortes réactions, “se bornait à constater ‘l’éveil de l’Afrique’ et à prêcher ‘un dialogue belgo-congolais’ qui permettrait de responsabiliser les Congolais par l’élargissement des droits et des devoirs politiques”. 

### Relations avec les élites africaines
C’est à Bruxelles, en 1959, qu’il rencontra pour la première fois les principaux dirigeants de l’ABAKO (Joseph Kasa-vubu, Daniel Kanza et Simon Nzeza) qui venaient de sortir de prison grâce au ministre Maurice Van Hemelrijck. En 1960 Jef Van Bilsen devint le conseiller politique de Joseph Kasa-vubu ainsi que celui de l’ABAKO. Cette fonction de conseiller politique fut cependant “brève” car son engagement dans les événements congolais était tel qu’il était devenu le sujet des critiques des opposants de Joseph Kasa-Vubu mais également de certains membres de l’ABAKO (dont notamment Kini et Moanda). De plus, l’atmosphère était encore tendue au Congo et les forces militaires ne voyaient pas d’un bon œil “l’ingérence d’un nombre trop élevé de Belges”.
Cependant, ses fonctions auprès de Joseph Kasa-Vubu ayant pris fin, il se trouva dans une position privilégiée pour observer les événements politiques à suivre. Il donna ainsi de multiples conférences autour de ce sujet et consacra l’épilogue de son livre “Congo, 1945-1965: La fin d’une colonie” à des explications relatives à la décolonisation et, en particulier, à “L’implosion de l’Afrique Noire”.